# Bexwell
Bexwell – wieś w Anglii, w hrabstwie Norfolk. Leży 61 km na zachód od Norwich i 127 km na północ od Londynu.